# 리샤르트 소프차크
리샤르트 타데우시 소프차크(폴란드어: Ryszard Tadeusz Sobczak, 1967년 11월 2일~)는 폴란드의 펜싱 선수로 주 종목은 플뢰레이다. 올림픽에 3회 참가했고 1992년 하계 올림픽에서 남자 단체전 동메달, 1996년 하계 올림픽에서 남자 단체전 은메달을 획득했다. 또한 세계 선수권 대회에서 금메달 1개, 은메달 1개, 동메달 2개를 획득했다.